# L'Ascension-de-Notre-Seigneur
L'Ascension-de-Notre-Seigneur es un municipio parroquial canadiense situado en la provincia de Quebec.

## Superficie
L'Ascension-de-Notre-Seigneur tiene una superficie de 130,84 km².

## Demografía
En 2021, tenía 2079 habitantes, una densidad poblacional de 15,9 hab./km², y 985 viviendas.